# Pray (singel Take That)
Pray – piosenka brytyjskiego boys bandu Take That, wydana 5 lipca 1993 roku jako drugi singel z drugiego albumu studyjnego Everything Changes. Jest to pierwszy utwór zespołu, który zajął 1. miejsce na liście przebojów UK Singles Chart w Wielkiej Brytanii. Pozycję lidera utrzymywał przez cztery tygodnie. 
Piosenka sprzedała się w łącznej liczbie 410 000 egzemplarzy i otrzymała status sprzedaży złotej. Boysband za singel otrzymał dwie statuetki w kategoriach: Best British Single za najlepszy utwór roku i Best British Video za najlepszy teledysk roku do piosenki podczas rozdania nagród BRIT Awards w 1994 roku.

## Teledysk i kulisy jego realizacji
Teledysk do utworu został nakręcony na dzikiej plaży w pobliżu Acapulco (Meksyk). Reżyserię powierzono Greggowi Masuakowi. Klip przedstawia członków zespołu topless śpiewających i tańczących w egzotycznej scenerii. Wideo utrzymane jest w scenerii czarno-białej. Gary Barlow, twórca tekstu do piosenki, wyznał w swojej autobiografii, że zespół długo szukał odpowiedniej lokalizacji do zdjęć, ponieważ ekipa realizacyjna była rozczarowana i zawiedziona poprzednim egzotycznym plenerem, jakim była wyspa Wight i jej część Sandown Beach, wykorzystanym do utworu I Found Heaven (1992). Zespół był szczęśliwy po zakończeniu realizacji teledysku do Pray, ze znalezionego miejsca. 
Po premierze, teledysk uważany był za kontrowersyjny, niektórzy krytycy określali wideo jako spektakl pożądania,  a między innymi The Guardian uznał klip jako homoerotyczny, ze względu na występowanie śmiałych, zmysłowych i surrealistycznych scen, co mogło spowodować zyskanie fanów wśród osób homoseksualnych. 

Przez 3 dni szukałem  wraz z zespołem idealnej lokalizacji w Acapulco do kręcenia zdjęć. Przemierzaliśmy mile, ale nie mogliśmy znaleźć odpowiedniego miejsca. W końcu znaleźliśmy dziką plażę z nieczynnymi fontannami i drzewem banyan, niecałe pół mili od hotelu, w którym byliśmy zakwaterowani. Cały krajobraz wyglądał niesamowicie i ekscytująco. Dopiero po zakończeniu zdjęć, dowiedzieliśmy się, na jakie niebezpieczeństwo byliśmy narażeni, ponieważ znalezione przez nas miejsce jest pełne śmiertelnie jadowitych skorpionów.

## Wokaliści
- Gary Barlow – główny wokalista
- Howard Donald – wokalista wspierający
- Jason Orange – wokalista wspierający
- Mark Owen – wokalista wspierający
- Robbie Williams – wokalista wspierający

## Lista utworów
CD:

1. Pray (radio edit) – 3:43

2. Pray (a cappella) – 4:26

3. Pray (alternative club mix) – 5:21

Kaseta magnetofonowa:

1. Pray (radio edit) – 3:43

2. Pray (a cappella) – 4:26

7":

1. Pray (radio edit) – 3:43

2. Pray (a cappella) – 4:26

12":

1. Pray (radio edit) – 3:43

2. Pray (a cappella) – 4:26

3. Pray (alternative club mix) – 5:21

4. Pray (club swing mix) – 5:37

## Pozycje na listach przebojów

### Listy cotygodniowe
| Państwo/Region  | Lista przebojów (1993-96) | Pozycja |
| --------------- | ------------------------- | ------- |
| Australia       | ARIA Charts               | 10      |
| Austria         | Ö3 Austria Top 40         | 24      |
| Belgia          | Ultratop 50               | 20      |
| Kanada          | Canadian Hot 100          | 55      |
| Unia Europejska | Eurochart Hot 100         | 7       |
| Finlandia       | Suomen virallinen lista   | 20      |
| Francja         | SNEP                      | 69      |
| Niemcy          | Media Control AG          | 21      |
| Irlandia        | IRMA                      | 2       |
| Izrael          | Media Forest              | 2       |
| Japonia         | Oricon                    | 58      |
| Łotwa           | European Hit Radio        | 8       |
| Holandia        | Mega Single Top 100       | 38      |
| Norwegia        | VG-Lista                  | 8       |
| Szwecja         | Sverigetopplistan         | 17      |
| Szwajcaria      | Schweizer Hitparade       | 24      |
| Wielka Brytania | UK Singles Chart          | 1       |
| Zimbabwe        | Zimbabwe Singles          | 11      |

### Listy całoroczne
| Państwo/Region  | Podsumowanie list przebojów (1993)              | Pozycja |
| --------------- | ----------------------------------------------- | ------- |
| Unia Europejska | Eurochart Hot 100                               | 81      |
| Irlandia        | IRMA                                            | 27      |
| Holandia        | Dutch Top 40                                    | 310     |
| Norwegia        | VG-Lista (okres letni)                          | 20      |
| Wielka Brytania | Official Chart Company (Top 50 Singles of 1993) | 18      |
| Państwo/Region  | Podsumowanie list przebojów (1994)              | Pozycja |
| Australia       | ARIA Charts                                     | 83      |

## Certyfikat sprzedaży
| Kraj            | Certyfikat | Data            | Sprzedaż |
| --------------- | ---------- | --------------- | -------- |
| Wielka Brytania | Złoto      | 1 września 1993 | 410 000  |